# QS Rankings
La clasificación QS Rankings (en inglés, QS World University Rankings) es una ordenación anual de 800 universidades del mundo dispuestas con un criterio de jerarquía. Publicada por la compañía Quacquarelli Symonds (QS), quiere ser una clasificación sectorial, regional y a la vez, global. QS publica una clasificación regional, por ejemplo, el QS Asian University Ranking o el QS Latin American University Ranking, que son estudios independientes y llegan a conclusiones diferentes de las aportadas por la clasificación mundial global, gracias a los métodos empleados y a los criterios utilizados. 

## Clasificación mundial
| 2014 | 2013 | 2012 | 2011 | 2010 | Universidad                                       | Región         |
| ---- | ---- | ---- | ---- | ---- | ------------------------------------------------- | -------------- |
| 1    | 1    | 1    | 3    | 5    | Instituto Tecnológico de Massachusetts            | Estados Unidos |
| 2    | 3    | 2    | 1    | 1    | Universidad de Cambridge                          | Reino Unido    |
| 4    | 2    | 3    | 2    | 2    | Universidad de Harvard                            | Estados Unidos |
| 5    | 4    | 4    | 7    | 4    | University College de Londres                     | Reino Unido    |
| 5    | 6    | 5    | 5    | 6    | Universidad de Oxford                             | Reino Unido    |
| 2    | 5    | 6    | 6    | 7    | Imperial College London                           | Reino Unido    |
| 10   | 8    | 7    | 4    | 3    | Universidad Yale                                  | Estados Unidos |
| 11   | 9    | 8    | 8    | 8    | Universidad de Chicago                            | Estados Unidos |
| 9    | 10   | 9    | 13   | 10   | Universidad de Princeton                          | Estados Unidos |
| 8    | 10   | 10   | 12   | 9    | Instituto de Tecnología de California             | Estados Unidos |
| 14   | 14   | 11   | 10   | 11   | Universidad de Columbia                           | Estados Unidos |
| 13   | 13   | 12   | 9    | 12   | Universidad de Pensilvania                        | Estados Unidos |
| 12   | 12   | 13   | 18   | 18   | Escuela Politécnica Federal de Zúrich             | Suiza          |
| 19   | 15   | 14   | 15   | 16   | Universidad Cornell                               | Estados Unidos |
| 7    | 7    | 15   | 11   | 13   | Universidad Stanford                              | Estados Unidos |
| 14   | 16   | 16   | 16   | 17   | Universidad Johns Hopkins                         | Estados Unidos |
| 23   | 22   | 17   | 14   | 15   | Universidad de Míchigan                           | Estados Unidos |
| 21   | 21   | 18   | 17   | 19   | Universidad McGill                                | Canadá         |
| 20   | 17   | 19   | 23   | 29   | Universidad de Toronto                            | Canadá         |
| 25   | 23   | 20   | 19   | 14   | Universidad Duke                                  | Estados Unidos |
| 17   | 17   | 21   | 20   | 22   | Universidad de Edimburgo                          | Reino Unido    |
| 27   | 25   | 22   | 21   | 28   | Universidad de California en Berkeley             | Estados Unidos |
| 28   | 26   | 23   | 22   | 23   | Universidad de Hong Kong                          | Hong Kong      |
| 25   | 27   | 24   | 26   | 20   | Universidad Nacional Australiana                  | Australia      |
| 22   | 24   | 25   | 28   | 31   | Universidad Nacional de Singapur                  | Singapur       |
| 16   | 19   | 26   | 27   | 21   | King's College de Londres                         | Reino Unido    |
| 34   | 29   | 27   | 24   | 26   | Universidad Northwestern                          | Estados Unidos |
| 29   | 30   | 28   | 30   | 27   | Universidad de Bristol                            | Reino Unido    |
| 17   | 19   | 29   | 35   | 32   | Escuela Politécnica Federal de Lausana            | Suiza          |
| 31   | 32   | 30   | 25   | 24   | Universidad de Tokio                              | Japón          |
| 37   | 40   | 31   | 34   | 35   | Universidad de California en Los Ángeles          | Estados Unidos |
| 30   | 33   | 32   | 29   | 30   | Universidad de Mánchester                         | Reino Unido    |
| 40   | 34   | 33   | 40   | 40   | Universidad de Ciencias y Tecnología de Hong Kong | Hong Kong      |
| 24   | 28   | 34   | 33   | 33   | Escuela Normal Superior de París                  | Francia        |
| 36   | 35   | 35   | 32   | 25   | Universidad de Kioto                              | Japón          |
| 33   | 31   | 36   | 31   | 38   | Universidad de Melbourne                          | Australia      |
| 31   | 35   | 37   | 42   | 50   | Universidad Nacional de Seúl                      | Corea del Sur  |
| 41   | 37   | 38   | 41   | 48   | Universidad de Wisconsin-Madison                  | Estados Unidos |
| 37   | 38   | 39   | 38   | 37   | Universidad de Sídney                             | Australia      |
| 46   | 39   | 40   | 37   | 42   | Universidad China de Hong Kong                    | Hong Kong      |
| 35   | 41   | 41   | 36   | 36   | École polytechnique                               | Francia        |
| 52   | 47   | 42   | 39   | 39   | Universidad de Brown                              | Estados Unidos |
| 41   | 44   | 43   | 44   | 41   | Universidad de Nueva York                         | Estados Unidos |
| 57   | 46   | 44   | 46   | 47   | Universidad de Pekín                              | China          |
| 43   | 49   | 45   | 51   | 44   | Universidad de Columbia Británica                 | Canadá         |
| 43   | 43   | 46   | 48   | 43   | Universidad de Queensland                         | Australia      |
| 39   | 41   | 47   | 58   | 74   | Universidad tecnológica de Nanyang                | Singapur       |
| 47   | 48   | 48   | 47   | 54   | Universidad de Tsinghua                           | China          |
| 65   | 57   | 49   | --   | --   | Universidad Carnegie-Mellon                       | Estados Unidos |
| 55   | 55   | 50   | 45   | 49   | Universidad de Osaka                              | Japón          |
| 45   | 45   | 51   | --   | --   | Universidad de Copenhague                         | Dinamarca      |
| 48   | 52   | 52   | 39   | 39   | Universidad de Nueva Gales del Sur                | Australia      |
| 49   | 50   | 55   | 53   | 51   | Universidad de Heidelberg                         | Alemania       |
| 50   | 58   | 62   | 63   | 49   | Universidad de Ámsterdam                          | Países Bajos   |

## Metodología
El cálculo de la clasificación de universidades toma en cuenta cinco factores:
1. Reputación académica (40%).
2. Reputación del empleador (10%).
3. Relación estudiante - facultad (20%).
4. Citaciones por facultad (20%).
5. Relación de catedráticos internacionales (5%) y estudiantes internacionales (5%).

## Clasificación por áreaS de estudios
Además de producir una clasificación universitaria mundial, QS produce anualmente clasificaciones por áreas de estudios y otras clasificaciones por localidades y regiones, estos son:

- Clasificación de universidades por facultad según área de estudios.
- Clasificación de universidades asiáticas.
- Clasificación de universidades latinoamericanas.
- Clasificación de universidades de la región árabe.
- Clasificación de universidades en Europa emergente y Asia Central.
- Clasificación de universidades por área de estudio.
- Clasificación de las 50 mejores universidades.
- Clasificación de universidades ciudades universitarias.
- Clasificación de universidades en los países BRIC.
- Clasificación de universidades según la fortaleza de su sistema educativo.[8]